# Общественный колледж Хейгерстауна
Общественный колледж Хейгерстауна (англ. Hagerstown Community College; HCC) — общественный колледж в Хейгерстауне, штате Мэриленд, США. Основан в 1946 году, является старейшим общественным колледжем Мэриленда. По состоянию на осень 2022 года в нём обучается 3 504 студента. На 2021 год годовой бюджет университета составляет 31 миллион долларов.

## История
Общественный колледж Хейгерстауна был основан 10 сентября 1946 года как Младший колледж Хейгерстауна (англ. Hagerstown Junior College), став первым общественным колледжем штата. Поначалу все занятия проводились по вечерам в старшей школе Хейгерстауна, причём большинство учеников, будучи ветеранами Второй мировой войны, учились по льготной программе. 8 декабря 1948 года первым деканом колледжа стал Джеймс Майлхэм. В том же году из колледжа выпустились первые двадцать пять человек. В январе 1953 года деканом колледжа стал Атли Кеплер, в 1961 году занявший пост президента. В 1956 году колледж расширился до нового здания в кампусе старшей школы Южного Хейгерстауна. Новое здание, прозванное Крекер Бокс, оказалось слишком тесным для растущего числа обучающихся. В 1965 году началось строительство нового кампуса на Робинвуд-драйв, занятия в котором начались в 1966 году. К этому времени число студентов выросло до 782 человек. В 1986 году президентом стал Норман Ши. В 1998 году название заведения было изменено на Общественный колледж Хейгерстауна (англ. Hagerstown Community College. Гай Алтьери занял пост президента в 2003 году. В июне 2018 года четвёртым президентом стал Джим Клаубер.

## Обучение
HCC является двухгодичным общественным колледжем, предлагающим более 100 программ и курсов повышения квалификации. Аккредитована Комиссией по высшему образованию Средних штатов с 1968 года. Колледж является членом Американской ассоциации общественных колледжей. 60% студентов — женщины, 79% родом из округа Вашингтон, две трети студентов получают финансовую помощь на общую сумму в 600 тысяч долларов.